# Zozo
Zozo es una película dramática sueco-libanesa que se estrenó en los cines de Suecia el 2 de septiembre de 2005.

## Trama
Zozo cuenta la historia de un niño libanés (Imad Creidi) durante la guerra civil que se separa de su familia y termina en Suecia.[cita requerida]

## Producción
La película fue dirigida por el director sueco-libanés Josef Fares. La historia está inspirada principalmente en la inmigración real de Fares a Suecia durante la guerra.[cita requerida]
La película fue la representante de Suecia a la Mejor Película Extranjera en la 78.ª  edición de los Premios Óscar. Ganó el Nordic Council Film Prize en 2006.[cita requerida]